# 哈特隆足球會
哈特隆足球會（FC Khatlon）是一支位於塔吉克斯坦庫爾干秋別的職業足球會，目前於塔吉克斯坦足球聯賽甲組南角逐。

## 外部連結
- Vakhsh Fan Club（页面存档备份，存于）（俄文）
- Vakhsh page on www.the-afc.com（页面存档备份，存于）